# Subhuman Beings on Tour!!
Subhuman Beings on Tour!! è un live album degli Skid Row, pubblicato nel 1995.

## Tracce
1. Slave to the Grind (Bach, Bolan, Snake)
2. Delivering the Goods (Downing, Halford, Tipton) (Judas Priest Cover)
3. Beat Yourself Blind (Bach, Bolan, Hill, Snake)
4. Psycho Therapy (Dee Dee Ramone, Johnny Ramone) (Ramones Cover)
5. Riot Act (Bolan, Snake)
6. Monkey Business (Bolan, Snake)

## Formazione
- Sebastian Bach - voce
- Scotti Hill - chitarra
- Snake Sabo - chitarra
- Rachel Bolan - basso
- Rob Affuso - batteria

### Altri musicisti
- Rob Halford - voce nella traccia "Delivering the Goods"